# 刘易斯维尔 (阿肯色州)
刘易斯维尔（英語：Lewisville）是一個位於美国阿肯色州拉法葉縣的城市。根據2020年美國人口普查，該地人口為915人，而該地的面積約為5.65平方千米。同時該地也是拉法葉縣的縣治。

## 地理
刘易斯维尔的座標為33°21′38″N 93°34′46″W / 33.36056°N 93.57944°W，而該地的平均海拔高度為89米（即292英尺）。